# Daphne sericea
Daphne sericea is een plant uit de peperboompjesfamilie (Thymelaceae). De bloemen zijn roze. Er zijn klonen bekend waarbij de bloemen tijdens veroudering verkleuren van roze naar vaalgeel.
De plant komt in het wild voor van zuidelijk Italië naar het oosten tot in Kreta en Turkije. Daarnaast wordt de soort als sierplant gekweekt.